# Willy Schneider (Politiker)
Willy Schneider (* 20. Dezember 1884 in Lübbenau; † 22. Juni 1967) war ein deutscher Politiker (SPD).

## Leben
Schneider machte von 1899 bis 1902 eine Konditorlehre und 1902 bis 1904 eine Kochlehre. Von 1904 bis 1906 leistete er Militärdienst. Zwischen 1906 und 1911 arbeitete er als Koch und Küchenmeister in deutschen und ausländischen Hotels, von 1911 bis 1914 war er Betreiber einer Fremdenpension. Von 1914 bis 1918 war er Soldat im Ersten Weltkrieg (zuletzt als Gefreiter). Nach dem Krieg war er 1919 bis 1920 Betreiber eines Restaurants in Bremen, zugleich Präsident des Internationalen Verbands der Köche in Frankfurt am Main. Von 1920 bis 1933 war er Sekretär der Hauptverwaltung des Zentralverbands der Hotel-, Restaurant- und Caféangestellten (Berlin, ab 1931 Vorsitzender des Zweigvereins Berlin). Zwischen 1933 und 1936 war er Betreiber einer Brotfabrik in Mirow (Mecklenburg), 1936 bis 1942 Hotelier in Friedrichroda und von 1942 bis 1947 Hotelier in Bad Ems. Von 1949 bis 1950 war er Angestellter beim rheinland-pfälzischen Arbeitsministerium.

## Politik
In der Weimarer Republik trat er der SPD bei und war er von 1928 bis 1933 Stadtrat und Dezernent des Gesundheitswesens in Berlin-Zehlendorf. Nach der Machtergreifung der Nationalsozialisten konnte er seine politische Arbeit nicht fortsetzen.
1946 bis 1948 war er Leiter der Ortsgruppen der SPD und der Einheitsgewerkschaft in Bad Ems. 1946 wurde er Mitglied des SPD-Unterbezirksvorstands Koblenz. Er war nach 1945 Stadtrat in Bad Ems und Mitglied im Kreisausschuss Unterlahn. 1946 gehörte er der beratenden Landesversammlung an.
Zwischen 1926 und 1933 war er Beisitzer beim Arbeitsgericht Berlin und im Oberversicherungsamt Berlin-Charlottenburg. Er war Mitglied des Vorstands der Allgemeinen Ortskrankenkasse Berlin. Von 1947 bis 1948 wirkte er als Öffentlicher Kläger der Spruchkammer II Montabaur.